# Sphecodes tertius
Sphecodes tertius är en biart som beskrevs av Blüthgen 1927. Sphecodes tertius ingår i släktet blodbin, och familjen vägbin. Inga underarter finns listade i Catalogue of Life.